# .303 British

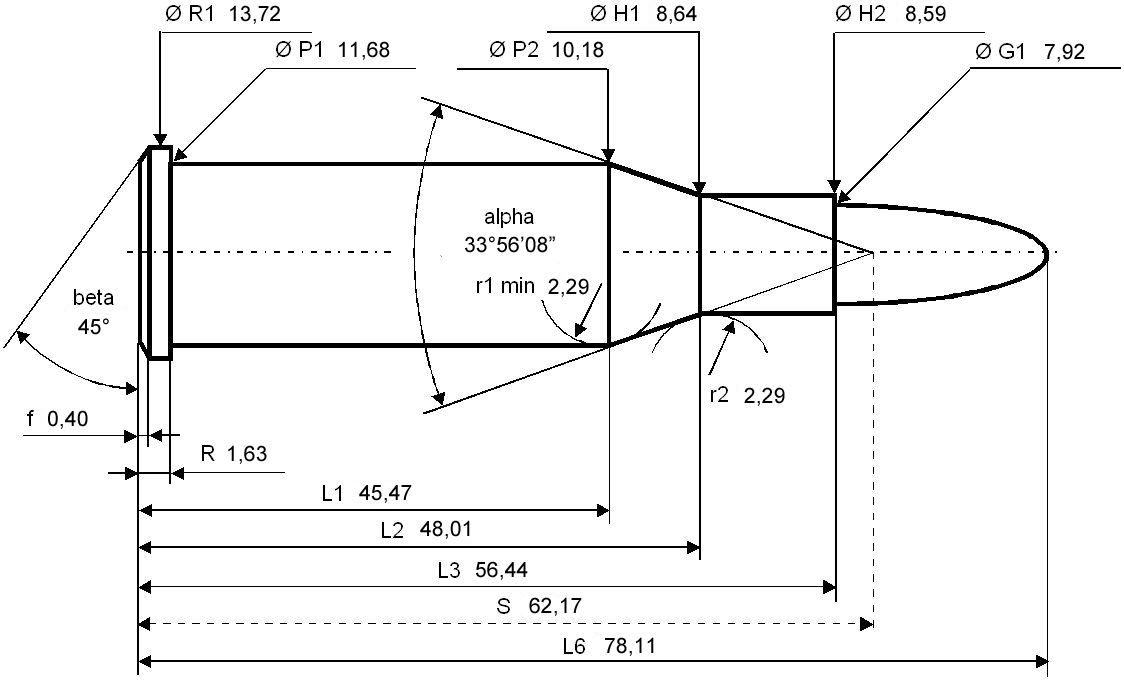
Dimensiones del cartucho .303 British.

El .303 British o 7,7 x 56 R es un cartucho de fusil y ametralladora calibre 7,9 mm, desarrollado en el Reino Unido durante la década de 1880 como un cartucho de pólvora negra que fue posteriormente adaptado para emplear cordita y finalmente pólvora sin humo como mezcla propulsora. Fue el cartucho militar estándar británico y de la Commonwealth desde 1889 hasta la década de 1950, cuando fue reemplazado por el 7,62 x 51 OTAN.
Las 0,303 pulgadas (7,7 mm) son el tamaño nominal del diámetro del cañón, medido entre los espacios de las estrías de este (en Europa el diámetro del cañón se mide entre los espacios de las estrías, mientras que en Estados Unidos se mide de estría a estría) según la vieja práctica de las armas de avancarga. El tamaño promedio del diámetro del cañón es nominalmente de 0,311 pulgadas (7,9 mm), aunque los diámetros de los cañones de muchos fusiles militares sobrantes puede abarcar desde 0,309 pulgadas (7,8 mm) hasta 0,318 pulgadas (8,1 mm).
Este cartucho fue ampliamente usado para cacería con fusiles militares sobrantes, especialmente en Australia, Canadá y en menor media en los Estados Unidos. En Canadá demostró ser adecuado para cazar cualquier pieza, a excepción de los grandes osos. En Australia, era una práctica común recalibrar viejos fusiles militares a los calibres .303/25 y .303/22.

## Mark I Solid Case
El cartucho Cartridge, S.A., Ball, Magazine Rifle, Mark I Solid Case, .303inch fue introducido por primera vez junto al fusil Lee-Metford en 1889. En su formato original, empleaba una bala de 13,9 g con camisa de cuproníquel y punta redonda, propulsada por una carga de 4,63 g de Pólvora Negra RFG2, la cual le otorgaba una velocidad de 560 metros/segundo y producía una presión de 260 MPa. La pólvora negra no es muy densa, por lo que la carga debía ser compactada en un pellet sólido para poder entrar en el casquillo. El cartucho con pestaña facilitaba la extracción de los casquillos disparados de la recámara, aunque dificultaba el apilarlos en un depósito o cargador ya que las sobresalientes pestañas podían causar el bloqueo del arma si no estaban correctamente insertados, al engancharse la pestaña del cartucho que está a punto de ser introducido por el cerrojo en la recámara con la del siguiente cartucho del depósito.

## Mark 1, 2 Cordita
La cordita fue empleada como mezcla propulsora a partir de 1891, siendo el cartucho Cartridge S.A. Ball, Magazine Rifle Cordite Mark 1 el primero que empleaba esta mezcla en ser adoptado. Empleaba la misma bala, pero tenía una velocidad de 600 metros/segundo y producía una presión de 240 MPa. Unas pequeñas modificaciones a la camisa de la bala dieron origen al Mark II de las versiones de pólvora negra y cordita, el Mark 2 y el Mark 2.C respectivamente.
La nitrocelulosa fue empleada por primera vez como mezcla propulsora en 1894, pero las altas temperaturas que producía su combustión y su inestabilidad química la descalificaron para ser empleada en los cartuchos del fusil Lee-Metford, lo cual produjo la introducción del nuevo fusil SMLE para remediar estos problemas. Aunque no fue oficialmente adoptado hasta 1916, los cartuchos cargados con nitrocelulosa fueron ampliamente utilizados durante la Primera Guerra Mundial, continuando la producción de estos para su empleo en las colonias de ultramar, donde se consideraba que tenía mayor estabilidad química.

## Marks 3, 4, 5, 6
La bala con punta redonda demostró ser poco eficaz en combate, especialmente al ser comparado con las balas dum-dum empleadas en cantidades limitadas durante las expediciones en el Chitral y el Tirah de 1897/98 en la Frontera del Noroeste de la India. Esto condujo a la introducción del cartucho Cartridge S.A. Ball .303 inch Cordite Mark 3, que básicamente empleaba la bala original de 13,9 g pero con la camisa cortada para exponer el plomo en la punta. Balas de punta hueca similares fueron empleadas en los cartuchos Mark 4 y 5, las principales versiones de producción. Estas balas de punta blanda y punta hueca altamente efectivas fueron posteriormente prohibidas por la Conferencia de La Haya de 1889. Las balas expansivas fueron retiradas del servicio activo, empleándose los lotes sobrantes (más de 45 millones) para prácticas de tiro. Para reemplazarlas, fue introducido en 1904 el cartucho Mark 6 que empleaba una bala de punta redonda similar a la del Mark 2, pero con una camisa más delgada con la esperanza que se pudiera obtener cierta expansión, aunque no fue así.

## Mark 7
La  empresa Mauser revolucionó el diseño de balas en 1905, con la introducción de las balas puntiagudas "spitzer". Además de ser puntiaguda, la bala también era mucho más ligera para lograr una alta velocidad. Se descubrió que al aumentar la velocidad de las balas, estas incrementaron repentinamente su letalidad.
En 1910, los británicos aprovecharon la oportunidad para reemplazar sus cartuchos Mark 6 con un diseño mucho más moderno. El cartucho Mark 7 (Mark VII) montaba una bala de 11,3 g con una base plana, que le otorgaba una velocidad de 740 metros/segundo. El Mark 7 era diferente de los primeros diseños de balas calibre .303 o de las balas spitzer en general. A pesar de que la bala del Mark 7 parece una bala encamisada convencional, este parecido es engañoso: sus diseñadores construyeron a propósito la tercera parte frontal del interior de la bala del Mark 7 de aluminio o tenite (plástico celulósico), en lugar de plomo. Esto desplazaba el centro de gravedad de la bala hacia su parte posterior, haciendo pesada su base. Aunque la bala tenía una trayectoria estable en vuelo debido a las fuerzas giroscópicas imprimidas por el estriado del ánima del cañón, se comportaba de manera totalmente diferente al impactar en el blanco. En el preciso instante que la bala impactaba su blanco y desceleraba, su pesada base de plomo la hacía inclinarse violentamente y deformarse, en consecuencia produciendo heridas de bala mucho más graves que una bala spitzer estándar. A pesar de esto, la bala era legal según los términos de la Conferencia de La Haya.
Los cartuchos Mark 7 (y posteriormente Mark 8) tienen versiones que emplean cargas propulsoras de nitrocelulosa. Las versiones con nitrocelulosa - introducidas por primera vez durante la Primera Guerra Mundial - tenían en su denominación una "Z" como postfijo detrás del tipo (ej. Mark VIIZ, con un peso de 175 granos) y también en los marcajes del culote.
Quizás el más famoso cartucho .303 British fue disparado el 21 de abril de 1918, durante la Primera Guerra Mundial, cuando Manfred von Richthofen, el famoso as de la aviación conocido como "Barón Rojo", fue mortalmente herido por una sola bala .303 Mk 7. El disparo fue muy probablemente hecho desde tierra, aunque hay tres probables tiradores: una ametralladora Vickers en tierra, la ametralladora de un caza británico y fusileros en tierra.

## Mark 8
En 1938 fue aprobado el cartucho Mark 8 (Mark VIII y Mark VIIIz), para aumentar el alcance de la ametralladora Vickers. Con una bala ligeramente más pesada que el Mk 7, de 11,3 g, la principal diferencia era la adición de una base troncónica y una mayor carga propulsora (2,66 gramos de nitrocelulosa para el Mk VIIIz), otrogándole una velocidad de 780-884 metros/segundo. En consecuencia, la presión ejercida sobre la recámara era mucho más alta, de unos 280-414 MPa dependiendo de la carga propulsora, en comparación con los 270 MPa del cartucho Mark VII. Los cartuchos Mk 8 cortados longitudinalmente indican que su bala tenía una base troncónica larga y ligeramente afinada, lo que le otorgaba un altísimo coeficiente balístico. Los cartuchos Mk 8 eran descritos como aptos para "todos los fusiles y ametralladoras calibre .303", pero causaban un notable desgaste del cañón de las armas que anteriormente empleaban cartuchos Mk VII cargados con cordita debido a la base troncónica de la bala. Por lo tanto, se prohibió el empleo de estos cartuchos en fusiles y ametralladoras ligeras, excepto en situaciones de emergencia cuando no hubiese otros cartuchos disponibles. Como una reacción natural ante esta prohibición oficial, los encargados del suministro de municiones reportaban que cada soldado que lograba obtener cartuchos Mk 8 los empleaba en su fusil.

## Balas trazadoras, antiblindaje e incendiarias
Los cartuchos trazadores y antiblindaje fueron introducidos durante 1915. Las balas explosivas Pomeroy fueron introducidas con la denominación de Mark VII.Y en 1916.
Varios tipos de balas incendiarias fueron desarrollados indiviadualmente a partir de 1914 para contener la amenaza de los dirigibles, pero ninguna fue aprobada hasta finales de 1916, cuando la bala incendiaria Brock entró en servicio como BIK Mark VII.K. El Comandante de Ala Brock del RNVR era un miembro de la familia de artificieros Brock.
Estos cartuchos fueron extensivamente desarrollados con el paso de los años y tuvieron varios números de modelos. El último cartucho trazador británico introducido en servicio fue el G Mark 8 de 1945, el último cartucho antiblindaje fue el W Mark 1Z de 1945 y el último cartucho incendiario fue el B Mark 7 de 1942. No se produjeron balas explosivas en el Reino Unido después de 1933 debido a la relativamente pequeña cantidad de explosivo que podía cargarse dentro de la bala, limitando su efectividad, por lo que fueron exitosamente reemplazadas por las balas incendiarias Mark 6 y 7.
En 1935 fue introducido el cartucho .303 O Mark 1 Observador, para emplearse en ametralladoras. La bala de este cartucho fue diseñada para romperse y producir una nubecilla de humo al impactar. Los posteriores cartuchos incendiarios Mark 6 y 7 también podían emplearse para este rol si era necesario.
Durante la Primera Guerra Mundial, las fábricas británicas produjeron 7 mil millones de cartuchos .303 British. Las fábricas de otros países también contribuyeron en gran parte a alcanzar este número.

## Munición japonesa calibre 7,7 mm

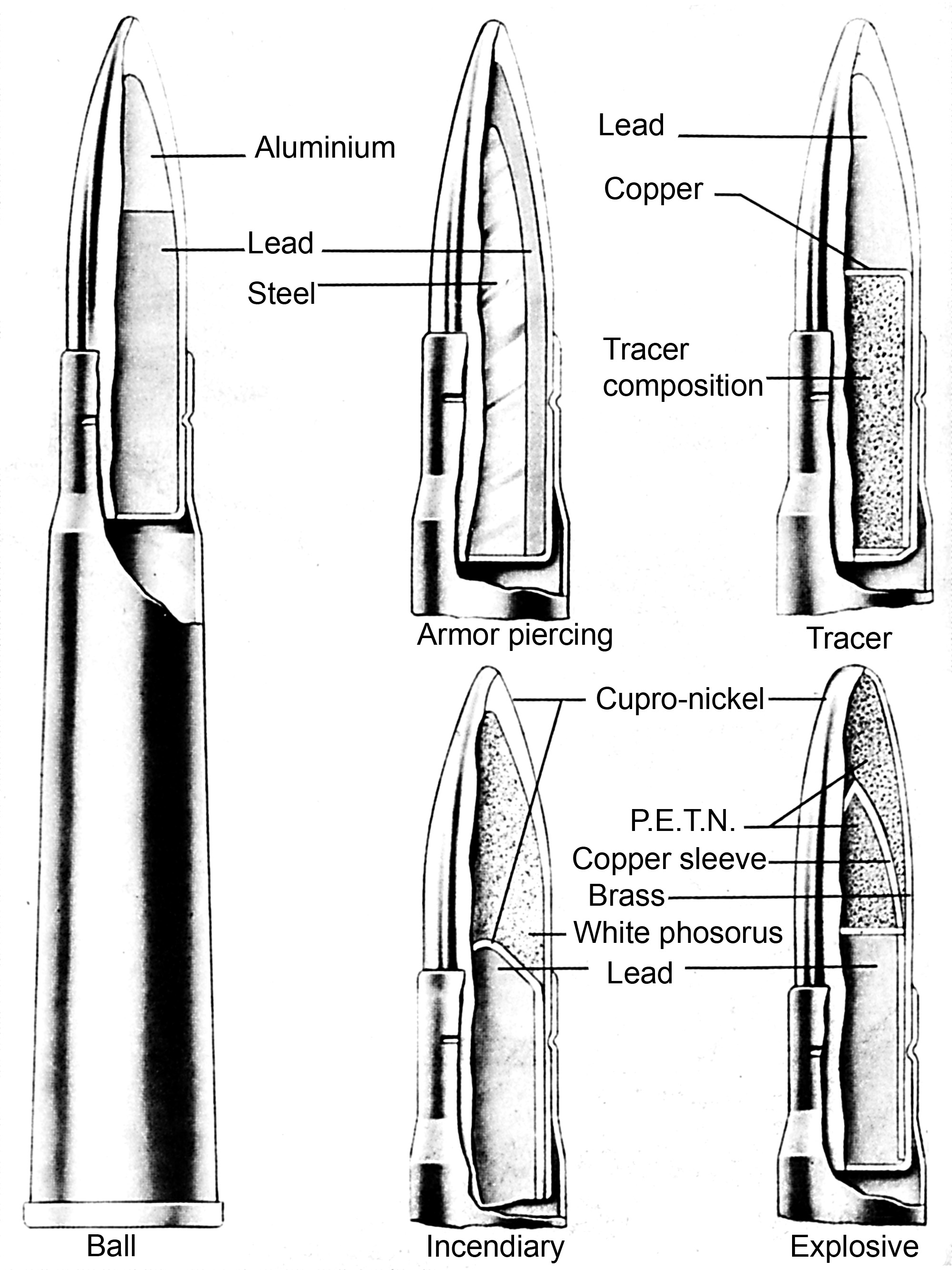
Cortes esquemáticos de los cinco tipos de cartuchos producidos en Japón.

El Imperio del Japón produjo ametralladoras que eran copias directas de la Lewis y la Vickers (la Tipo 92 y la Tipo 97, respectivamente), que fueron principalmente empleadas a bordo de los aviones de la Armada Imperial Japonesa. La munición que emplean es una copia del .303 British y es distinto del 7,7 x 58 Arisaka sin pestaña y el 7,7 x 58 Tipo 92 con semipestaña empleados en otras ametralladoras japonesas.
- Estándar: Bala de 11,3 g, una camisa de CuNi y un núcleo compuesto por aluminio/plomo. Fulminante pintado de color negro.
- Antiblindaje: Bala con camisa de latón y núcleo de acero. Fulminante pintado de color blanco.
- Trazadora: Bala de 8,4 g, una camisa de CuNi y un núcleo de plomo. Fulminante pintado de color rojo.
- Incendiaria: Bala de 8,6 g, una camisa de latón con fósforo blanco y núcleo de plomo. Fulminante pintado de color verde.
- Explosiva: Camisa de cobre con PETN y núcleo de plomo. Fulminante pintado de color púrpura.

Nota: el cartucho japonés estándar es muy similar al cartucho británico Mk 7. Ambos tienen balas del mismo peso y con base plana, como puede verse en el diagrama de los cortes esquemáticos.

## Munición militar sobrante

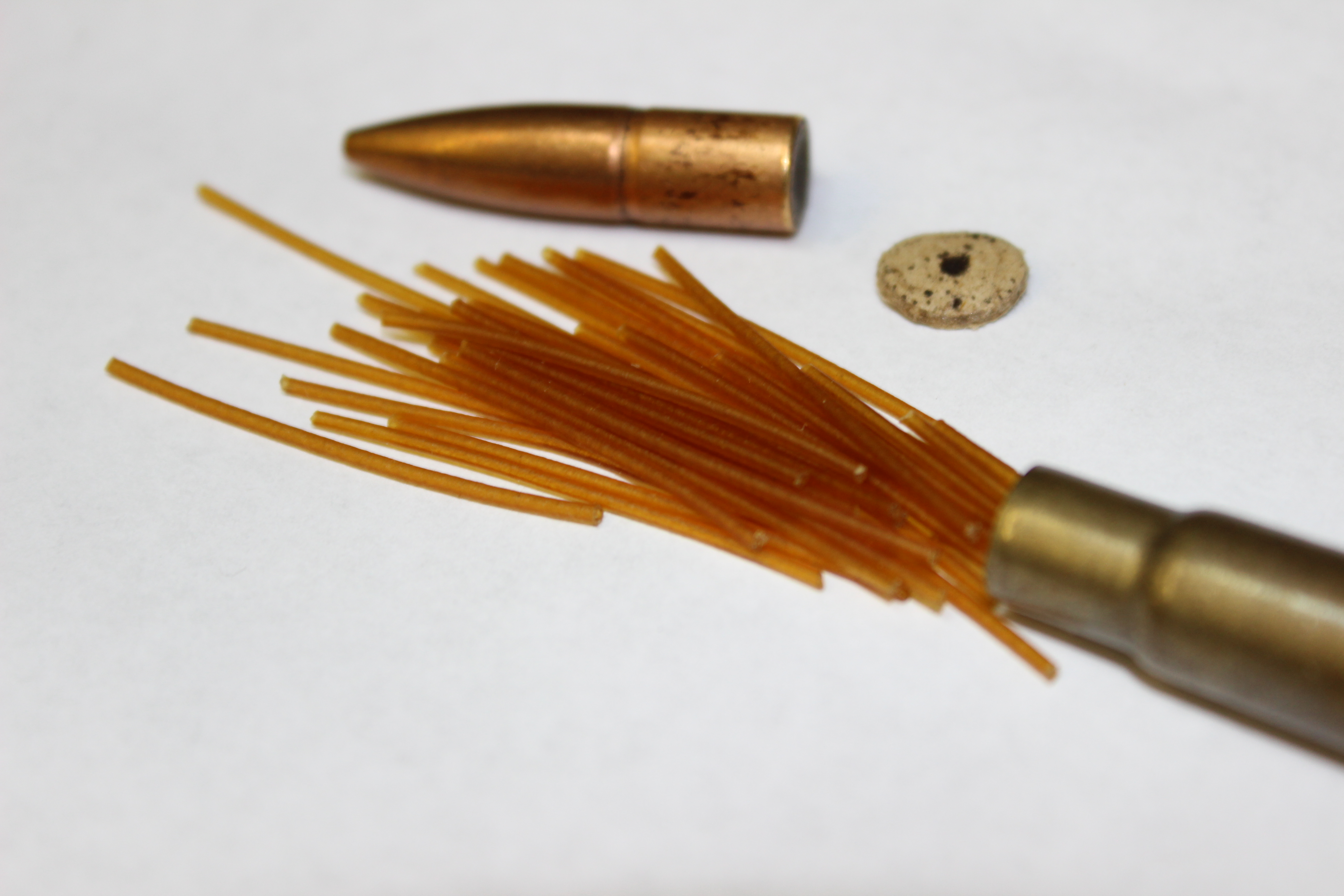
.303 British

La munición militar sobrante .303 British se encuentra frecuentemente disponible, especialmente en ferias de armas y a través de vendedores en línea. Puede tener o no fulminantes corrosivos. Se debe tener cuidado de identificar adecuadamente el cartucho antes de comprar o cargarlo en armas. Los cartuchos que tienen el número romano VIII estampado en el culote son los Mark 8, específicamente diseñados para las ametralladoras Vickers. A pesar de que los cartuchos Mark 8 se desempeñan bien en una ametralladora Vickers, no deben ser empleados en fusiles debido a que la base troncónica de la bala aumenta el desgaste del cañón. La bala con base troncónica del Mk 8 no representa en sí misma un problema. Sin embargo, al combinarse con la cordita empleada en los cartuchos Mk 8, que arde a temperaturas muy superiores a las de la nitrocelulosa, aumenta el desgaste del cañón. Los efectos acumulados del empleo de cartuchos Mk 8 en fusiles se hicieron conocidos durante la Segunda Guerra Mundial, por lo cual se les ordenó a los fusileros británicos que eviten usarlos, excepto en casos de emergencia. La mejor munición de uso general para cualquier fusil militar calibre .303 es el cartucho Mark 7, ya que provee la mejor combinación de precisión y poder de parada.
No hay ningún problema respecto a emplear cartuchos con fulminantes corrosivos, siempre y cuando se limpie a fondo el arma luego de emplearla para retirar los depósitos de sales de cloruro de potasio. Algunos ex países del Bloque del Este todavía emplean fulminantes corrosivos en la fabricación de cartuchos.

## Munición comercial

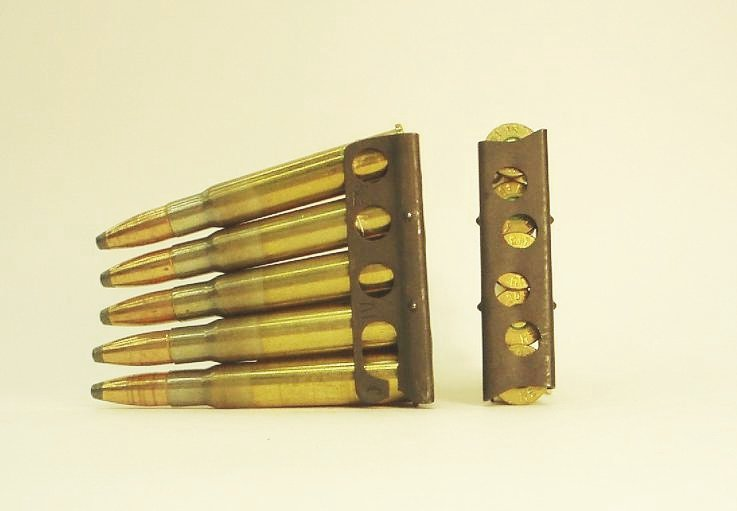
Cartuchos .303 British comerciales, con balas de punta blanda.

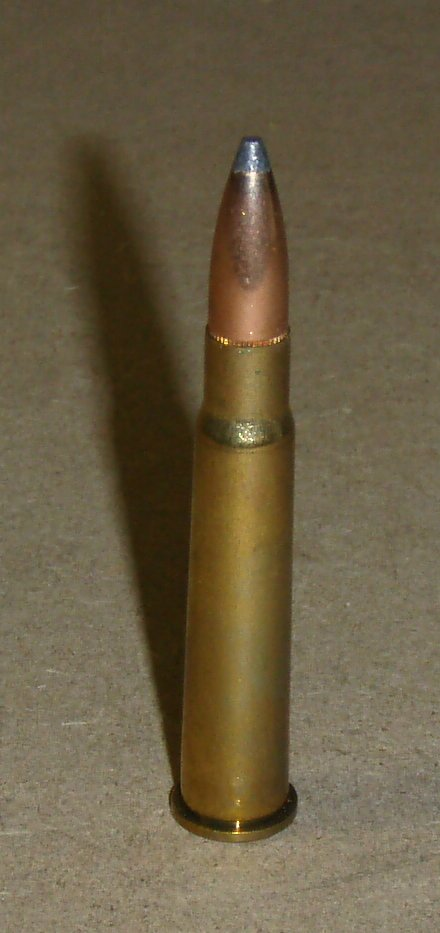
Cartucho .303 British civil, con bala de punta blanda para cacería.

La munición comercial para armas calibre .303 British se halla fácilmente disponible, ya que el cartucho aún es fabricado por grandes productores tales como Remington, Federal Cartridge, Winchester, Sellier & Bellot y Wolf Ammunition. Herramientas para recarga y componentes de cartuchos son fabricados por compañías como Hornady. Cuando se requiere alta precisión, la bala Sierra Matchking HPBT de 174 11,3 g es una popular opción. La munición comercial tiene una amplia variedad de balas: encamisadas, con punta blanda, con punta hueca, en diseños de base plana o troncónica tanto spitzer como de punta redonda. Las clásicas balas encamisadas de 11,3 g están ampliamente disponibles, aunque los compradores pueden revisar si estas tienen o no la base plana como la empleada en el cartucho Mk 7. En cualquier caso, están disponibles balas con diferentes pesos como 9,7, 10,4, 11, 11,7 y 13 g, tanto para cacería como para tiro al blanco.

## Armas que emplean el .303 British
- Ametralladora ligera Bren
- Ametralladora Browning M1919 (versión aérea)
- Ametralladoras Hotchkiss .303 Mk I & I*
- Fusil Lee-Enfield
- Fusil Ross
- Fusil Pattern 1914
- Ametralladora Lewis
- Ametralladora Maxim
- Ametralladora Vickers
- Vickers-Berthier
- Vickers K
- Winchester Modelo 1895